# Sergio Campbell
Sergio Campbell est un footballeur international jamaïcain né le 16 janvier 1992 à Clarendon. Il évolue au poste de défenseur.

## Biographie

### Carrière en club
Campbell est sélectionné en 19e choix par le Crew SC de Columbus lors du repêchage universitaire de 2015. Il se retrouve peu de temps après au centre d'une dispute entre son ancien club en Jamaïque : le Portmore United et Columbus au sujet de compensations financières.
Remercié par le Crew en février, il signe le 1er avril 2016 avec les Riverhounds de Pittsburgh en USL. En Pennsylvanie, il connaît une bonne saison mais son contrat n'est pas prolongé en fin d'année. En recherche d'une nouvelle équipe, il rejoint les Rhinos de Rochester, dans la même ligue, le 3 avril 2017.

## Carrière internationale
Il participe au championnat de la CONCACAF des moins de 20 ans en 2011 avec l'équipe jamaïcaine des moins de 20 ans.
Il débute en sélection jamaïcaine en 2010 et participe à la Coupe caribéenne des nations 2010 en Martinique. La Jamaïque s'impose en finale aux tirs au but face à la Guadeloupe.

## Palmarès
- Vainqueur de la Coupe caribéenne des nations en 2010 avec la sélection de Jamaïque